# Mount Owen (Tasmanien)
Der Mount Owen ist ein 1146 Meter hoher Berg im Westen des australischen Bundesstaates Tasmanien.

## Geographie
Er liegt in der West Coast Range, direkt östlich von Queenstown. Wie die meisten Berge der West Coast Range wurde er von dem Geologen Charles Gould benannt, und zwar nach Richard Owen. Die höheren Berge wurden nach den Gegnern von Charles Darwins Evolutionstheorie benannt und die niedrigeren nach deren Befürwortern. Die Nordwesthänge des Berges sind von Gormanston und vom Linda Valley aus deutlich sichtbar.
Eine Karte in Geoffrey Blaineys Buch The Peaks of Lyell aus der Zeit um 1905 nennt den nordwestlichen Gipfel North Spur. Die nördlichen Hänge, die man deutlich vom Lyell Highway aus sieht, zeigen einen hohen Grad an Erosion durch Waldbrände, Abgase der Schmelzöfen und heftige Regenfälle.
Der Berg besitzt im oberen Teil seiner Ostflanke kleine Gletscherseen, die den Grad der früheren Vergletscherung im Tal des King River zeigen.
Die Westhänge zeichnen sich über Queenstown ab und sind im Winter regelmäßig schneebedeckt.
Die Ostflanke zum nordöstlichen Gipfel „hängt“ über dem Westufer des Lake Burbury, und früher verliefen die Gleise der North Mount Lyell Railway unter ihr.

## Zugang
Auf dem Nordwestgipfel (North Spur) befinden sich Umsetzer für Fernsehen und Telefon. Für den Bau dieser Einrichtungen entstand eine Zufahrtsstraße für Kraftfahrzeuge.

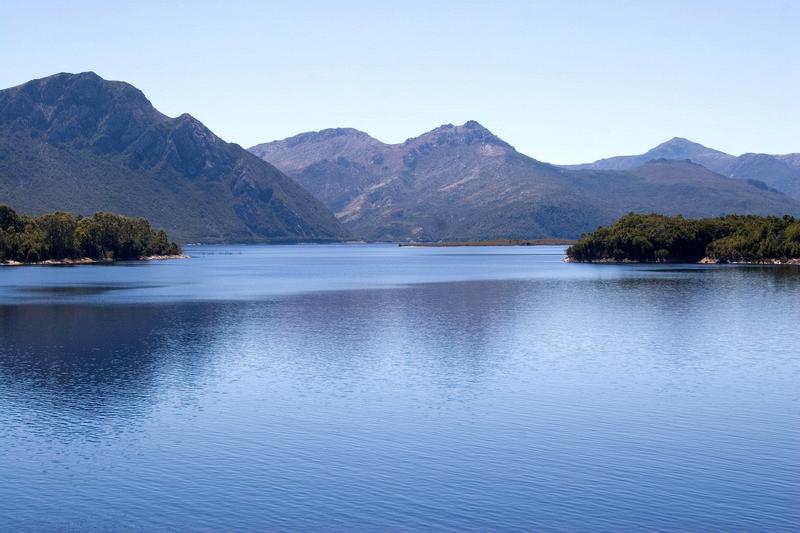
Ostflanke des Mount Owen und Lake Burbury von der Bradhsaws Bridge